# Fädige Holzkeule
Die Fädige Holzkeule (Xylaria filiformis) ist ein Schlauchpilz aus der Gattung der Holzkeulen (Xylaria).

## Merkmale
Die Fädige Holzkeule bildet fadenförmige, unregelmäßig zusammengedrückte, aus vegetativem Myzel bestehende Stromata (Sammelfruchtkörper), in die die eigentlichen Fruchtkörper (Perithecien) im reifen Stadium im mittleren bis oberen Teil eingesenkt sind. Unreife Stromata sind von Konidiensporen teilweise weiß bepudert bis schwarz mit orange-brauner Spitze, reife Sammelfruchtkörper sind bräunlich bis braunschwarz gefärbt, im mittleren bis oberen Teil verdickt und durch die Perithecien warzig-bucklig. Das Innere der Stroma ist weiß. Die unverzweigten Sammelfruchtkörper stehen aufrecht und werden 3 bis 8 cm lang und 0,5 bis 2 mm stark.

## Ökologie
Die Fädige Holzkeule lebt meist saprobiontisch an abgestorbenen Stängeln von Kräutern und Farnen oder an Blattadern verrotteter Blätter. Die Pilze erscheinen im Herbst, sie bevorzugen höhere Lagen und sind selten.

## Bedeutung
Die Fädige Holzkeule kommt als Speisepilz nicht in Frage.